# Maksym Mazuryk
Maksym Anatolijovyč Mazuryk (in ucraino Максим Анатолійович Мазурик?; 2 aprile 1983) è un astista ucraino.

## Palmarès
| Anno | Manifestazione    | Sede       | Evento           | Risultato | Prestazione | Note                          |
| ---- | ----------------- | ---------- | ---------------- | --------- | ----------- | ----------------------------- |
| 2002 | Mondiali juniores | Kingston   | Salto con l'asta | Oro       | 5,55 m      |                               |
| 2003 | Europei under 23  | Bydgoszcz  | Salto con l'asta | Bronzo    | 5,45 m      |                               |
| 2005 | Europei under 23  | Erfurt     | Salto con l'asta | 6º        | 5,60 m      |                               |
| 2006 | Mondiali indoor   | Mosca      | Salto con l'asta | 14º (q)   | 5,45 m      |                               |
| 2006 | Europei           | Göteborg   | Salto con l'asta | 8º        | 5,50 m      |                               |
| 2007 | Mondiali          | Osaka      | Salto con l'asta | 11º       | 5,76 m      | Miglior prestazione personale |
| 2008 | Mondiali indoor   | Valencia   | Salto con l'asta | 6º        | 5,70 m      |                               |
| 2008 | Giochi olimpici   | Pechino    | Salto con l'asta | 16º (q)   | 5,55 m      |                               |
| 2009 | Mondiali          | Berlino    | Salto con l'asta | 4º        | 5,75 m      |                               |
| 2010 | Mondiali indoor   | Doha       | Salto con l'asta | 14º (q)   | 5,45 m      |                               |
| 2010 | Europei           | Barcellona | Salto con l'asta | Argento   | 5,80 m      |                               |
| 2011 | Europei indoor    | Parigi     | Salto con l'asta | 9º (q)    | 5,55 m      |                               |
| 2012 | Europei           | Helsinki   | Salto con l'asta | 8º        | 5,40 m      |                               |
| 2012 | Giochi olimpici   | Londra     | Salto con l'asta | dq        | dq          |                               |